# Nita Naldi
Nita Naldi, née le 13 novembre 1894 à New York (États-Unis) et morte le 17 février 1961 dans cette ville, est une actrice américaine.

## Filmographie
- 1920 : Docteur Jekyll et M. Hyde de John S. Robertson : Miss Gina, chanteuse italienne
- 1920 : The Common Sin : la maîtresse de Warren
- 1920 : Life (en) : Grace Andrews
- 1921 : The Last Door : la veuve
- 1921 : A Divorce of Convenience : Tula Moliana
- 1921 : Experience : Temptation
- 1922 : L'Homme de l'au-delà (The Man from Beyond) de Burton L. King : Marie Le Grande
- 1922 : Reported Missing : Nita
- 1922 : Channing of the Northwest : Cicily Varden
- 1922 : Arènes sanglantes (Blood and Sand) de Fred Niblo : Doña Sol
- 1922 : The Snitching Hour (en) d'Alan Crosland : la "comtesse"
- 1922 : L'Émigrée (Anna Ascends) de Victor Fleming : Comtesse Rostolff
- 1923 : Un nuage passa (The Glimpses of the Moon) d'Allan Dwan : Ursula Gillow
- 1923 : You Can't Fool Your Wife : Ardrita Saneck
- 1923 : La Gueuse (Lawful Larceny) d'Allan Dwan : Vivian Hepburn
- 1923 : Les Dix Commandements (The Ten Commandments) de Cecil B. DeMille : Sally Lung, une Eurasienne
- 1923 : Don't Call It Love : Rita Coventry
- 1924 : The Hooded Falcon
- 1924 : The Breaking Point : Beverly Carlysle
- 1924 : L'Hacienda rouge (A Sainted Devil) : Carlotta
- 1925 : What Price Beauty? : Rita Rinaldi
- 1925 : The Lady Who Lied : Fifi
- 1925 : The Marriage Whirl : Toinette
- 1925 : Le Corsaire aux jambes molles (Clothes Make the Pirate) de Maurice Tourneur : Madame De La Tour
- 1925 : Cobra : Elise Van Zile
- 1926 : The Miracle of Life : Helen
- 1926 : The Unfair Sex : Blanchita D'Acosta
- 1926 : The Mountain Eagle d'Alfred Hitchcock : Beatrice
- 1926 : La Femme nue de Léonce Perret : Princesse de Chabrant
- 1927 : Pratermizzi : la danseuse aux masques